# 슈냉 블랑

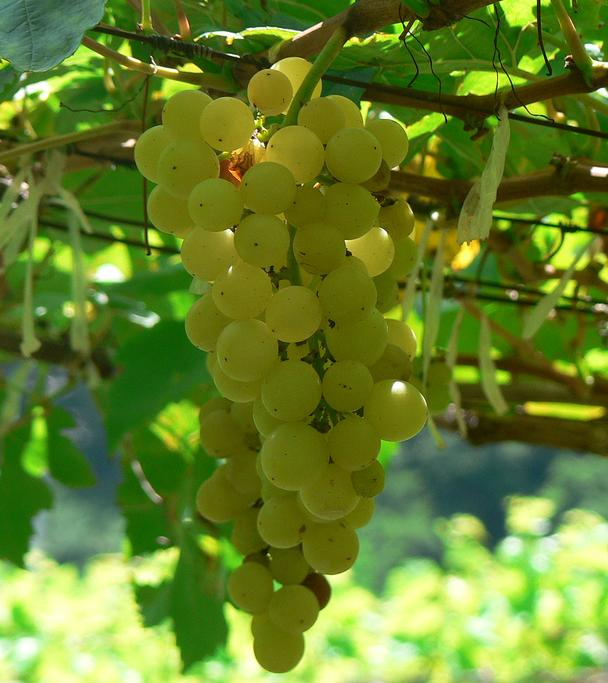

슈냉 블랑(Chenin blanc, Pineau de la Loire)은 프랑스 루아르 계곡의 화이트 와인 포도 품종이다. 산도가 높다는 것은 스파클링 와인부터 균형이 잘 잡힌 디저트 와인까지 다양한 품종을 만드는 데 사용할 수 있다는 것을 의미한다. 하지만 포도나무의 자연적인 활력을 조절하지 않으면 매우 부드럽고 중성적인 와인을 생산할 수도 있다. 루아르 외곽에서는 대부분의 신대륙 와인 지역에서 발견된다. 역사적으로 스틴(Steen)으로도 알려진 남아프리카에서 가장 널리 재배되는 품종이다. 이 포도는 1655년 얀 반 리베크에 의해 남아프리카에서 재배된 최초의 포도 중 하나였을 수도 있고, 1685년 낭트 칙령이 폐지된 후 위그노들이 프랑스를 떠나면서 그 나라에 들어왔을 수도 있다. 슈냉 블랑은 종종 잘못 식별되었다. 호주에서도 마찬가지이므로 국내에서 초기 역사를 추적하는 것은 쉽지 않는다. 1832년 제임스 버스비의 컬렉션에 소개되었을 수도 있지만 C. 워터하우스(C. Waterhouse)는 1862년까지 남호주 휴턴(Houghton)의 하이어콤(Highercombe)에서 스틴을 재배하고 있었다.
테루아르의 표현, 빈티지 변형 및 와인메이커의 처리에 있어 상당히 중립적인 입맛을 제공한다. 서늘한 지역에서는 주스가 달콤하지만 산도가 높고 풀바디하고 과일 맛이 난다. 프랑스 북부의 신뢰할 수 없는 여름에는 덜 익은 포도의 산도가 종종 챕탈화로 가려져 만족스럽지 못한 결과가 나왔지만, 지금은 덜 익은 포도가 크레망 드 루아르(Crémant de Loire)와 같은 인기 있는 스파클링 와인으로 만들어진다. 앙주 AOC의 화이트 와인은 마르멜로와 사과 향이 나는 드라이 와인인 슈닌의 인기 표현이다. 인근 부브레이 AOC(Vouvray AOC)에서는 양조업자들이 숙성에 따라 꿀과 꽃의 특성을 발전시키는 오프드라이 스타일을 목표로 한다. 최고의 빈티지에서는 포도가 포도나무에 방치되어 귀부병이 발생하여 강렬하고 점성이 있는 디저트 와인이 생산될 수 있으며, 이는 숙성될수록 상당히 좋아질 수 있다.